# 가미니카와군

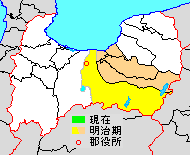
도야마현 가미니카와군의 위치 (연노랑:후에 다른 군에 편입된 지역 하늘색:후에 다른 군에서 편입한 구역)

가미니카와군(上新川郡)는 일본 도야마현에 있던 군이다.

## 군역
1878년 행정 구역으로 발족 당시의 군역은 대체로 아래 구역에 해당한다.
- 도야마시의 일부
- 나메리카와시
- 나카니카와군 후나하시촌
- 나카니카와군 가미이치정
- 나카니카와군 다테야마정

## 역사
- 1878년 12월 17일 - 군구정촌 편제법이 이시카와현에서 시행되면서, 이시카와현 니카와군의 일부 구역을 가지고 행정 구역으로서의 가미니카와군이 발족. (잔여부는 시모니카와군이 되었다.)
- 1883년 5월 9일 - 이시카와현에서 분리되어 도야마현 관할이 됨.

- 1889년 4월 1일 - 시제 시행에 따라 가미니카와군의 일부가 분리되어 도야마시(富山市)의 일부가 되어, 군에서 이탈. 정촌제 시행으로, 진즈강 서쪽 지역의 소속이 네이군으로 변경, 잔여부에 아래의 정촌이 발족. 따로 적지 않은 경우 현 도야마시.(8정 50촌)

- 호리카와촌(堀川村)
- 니나가와촌(蜷川村)
- 신보촌(新保村)
- 오쿠보촌(大久保村)
- 오사와노촌(大沢野村)
- 시타촌(下タ村)
- 후나쿠라촌(船峅村)
- 후쿠자와촌(福沢村)
- 구마노촌(熊野村)
- 오쇼촌(大庄村)
- 쓰키오카촌(月岡村)
- 가미다키정(上滝町)
- 오야마촌(大山村)
- 오타촌(太田村)
- 야마무로촌(山室村)
- 신조정(新庄町)
- 시마촌(島村)
- 하리와라촌(針原村)
- 하마쿠로사키촌(浜黒崎村)
- 오히로타촌(大広田村)
- 히가시이와세정(東岩瀬町)
- 도요타촌(豊田村)
- 히로타촌(広田村)
- 오쿠다촌(奥田村)

- 니시미즈하시정(西水橋町)
- 히가시미즈하시정(東水橋町)

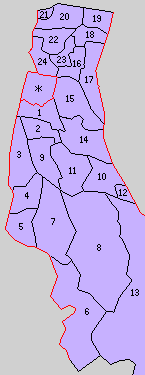
1.호리카와촌 2.니나가와촌 3.신보촌 4.오쿠보촌 5.오사와노촌 6.시타촌 7.후나쿠라촌 8.후쿠자와촌 9.구마노촌 10.오쇼촌 11.쓰키오카촌 12.가미다키정 13.오야마촌 14.오타촌 15.야마무로촌 16.신조정 17.시마촌 18.하리와라촌 19.하마쿠로사키촌 20.오히로타촌 21.히가시이와세정 22.도요타촌 23.히로타촌 24.오쿠다촌 (보라:도야마시)

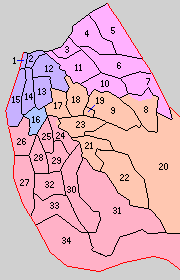
1.니시미즈하시정 2.히가시미즈하시정 3.나메리카와정 4.하마카즈미촌 5.하야쓰키카즈미촌 6.기타카즈미촌 7.히가시카즈미촌 8.야마카즈미촌 9.미나미카즈미촌 10.나카카즈미촌 11.니시카즈미촌 12.게조촌 13.조조촌 14.히가시산고촌 15.니시산고촌 16.후나하시촌 17.아이노키촌 18.미야가와촌 19.가미이치정 20.시라하기촌 21.가키자와촌 22.묘가다니촌 23.오토스기촌 24.유미노쇼촌 25.데라다촌 26.리타촌 27.오모리촌 28.고햣코쿠정 29.다카노촌 30.우와단촌 31.히가시다니촌 32.시타단촌 33.가마가후치촌 34.다테야마촌 (보라:도야마시 분홍:나메리카와시 등색:나카니카와군 가미이치정 빨강:나카니카와군 다테야마정 파랑:나카니카와군 후나하시촌)

- 나메리카와정(滑川町): 현 나메리카와시
- 하마카즈미촌(浜加積村): 현 나메리카와시
- 하야쓰키카즈미촌(早月加積村): 현 나메리카와시
- 기타카즈미촌(北加積村): 현 나메리카와시
- 히가시카즈미촌(東加積村): 현 나메리카와시
- 야마카즈미촌(山加積村): 현 나카니카와군 가미이치정
- 미나미카즈미촌(南加積村): 현 나카니카와군 가미이치정
- 나카카즈미촌(中加積村): 현 나카니카와군 가미이치정
- 니시카즈미촌(西加積村): 현 나메리카와시
- 게조촌(下条村)
- 조조촌(上条村)
- 히가시산고촌(東三郷村)
- 니시산고촌(西三郷村)
- 후나하시촌(舟橋村): 현 나카니카와군 후나하시촌
- 아이노키촌(相ノ木村): 현 나카니카와군 가미이치정
- 미야가와촌(宮川村): 현 나카니카와군 가미이치정
- 가미이치정(上市町): 현 나카니카와군 가미이치정
- 시라하기촌(白萩村): 현 나카니카와군 가미이치정
- 가키자와촌(柿沢村): 현 나카니카와군 가미이치정
- 묘가다니촌(茗荷谷村): 현 나카니카와군 가미이치정
- 오토스기촌(音杉村): 현 나카니카와군 가미이치정
- 유미노쇼촌(弓庄村): 현 나카니카와군 다테야마정, 가미이치정
- 데라다촌(寺田村): 현 나카니카와군 다테야마정
- 리타촌(利田村): 현 나카니카와군 다테야마정
- 오모리촌(大森村): 현 나카니카와군 다테야마정
- 고햣코쿠정(五百石町): 현 나카니카와군 다테야마정
- 다카노촌(高野村): 현 나카니카와군 다테야마정
- 우와단촌(上段村): 현 나카니카와군 다테야마정
- 히가시다니촌(東谷村): 현 나카니카와군 다테야마정
- 시타단촌(下段村): 현 나카니카와군 다테야마정
- 가마가후치촌(釜ヶ淵村): 현 나카니카와군 다테야마정
- 누노쿠라촌(布倉村): 현 나카니카와군 다테야마정

- 1894년5월 12일 - 누노쿠라촌이 개칭하여 다테야마촌(立山村)이 됨.
- 1896년 4월 1일 - 군제 시행에 따라 니시미즈하시정, 히가시미즈하시정, 나메리카와정, 하마카즈미촌, 하야쓰키카즈미촌, 기타카즈미촌, 히가시카즈미촌, 야마카즈미촌, 미나미카즈미촌, 나카카즈미촌, 니시카즈미촌, 게조촌, 조조촌, 히가시산고촌, 니시산고촌, 후나하시촌, 아이노키촌, 미야가와촌, 가미이치정, 시라하기촌, 가키자와촌, 묘가다니촌, 오토스기촌, 유미노쇼촌, 데라다촌, 리타촌, 오모리촌, 고햣코쿠정, 다카노촌, 우와단촌, 히가시다니촌, 시타단촌, 가마가후치촌, 다테야마촌의 구역(조간지강 동쪽)을 가지고 나카니카와군(中新川郡)이 발족, 군에서 이탈.(3정 21촌)
- 1913년 12월 1일 - 오쿠보촌이 정제 시행으로 오쿠보정(大久保町)이 됨.(4정 20촌)
- 1931년 4월 1일 - 호리카와촌이 정제 시행으로 호리카와정(堀川町)이 됨.(5정 19촌)
- 1935년 4월 1일 - 오쿠다촌이 도야마시에 편입.(5정 18촌)
- 1939년 4월 1일 - 오사와노촌이 정제 시행으로 오사와노정(大沢野町)이 됨.(6정 17촌)
- 1940년 9월 1일 - 신조정·히가시이와세정·시마촌·하리와라촌·하마쿠로사키촌·오히로타촌·도요타촌·히로타촌이 도야마시에 편입.(4정 11촌)
- 1942년 5월 20일 - 호리카와정니나가와촌·오타촌·야마무로촌이 도야마시에 편입.(3정 8촌)
- 1953년 12월 1일 - 오사와노정이 네이군 구로세다니촌의 일부를 편입.
- 1954년
  - 4월 1일 - 오사와노정·시타촌·후나쿠라촌이 합병하여, 새로이 오사와노정이 발족.(3정 6촌)
  - 12월 10일 - 오쿠보정이 오사와노정에 편입.(2정 6촌)
- 1955년
  - 1월 1일 - 가미다키정·오쇼촌·오야마촌·후쿠자와촌이 합병하여 오야마정(大山町)이 발족.(2정 3촌)
  - 4월 1일 - 신보촌·구마노촌·쓰키오카촌이 합병하여, 후난촌(富南村)이 발족.(2정 1촌)
- 1960년 10월 1일 - 후난촌이 도야마시에 편입.(2정)
- 2005년 4월 1일 - 오야마정·오사와노정이 도야마시 및 네이군 후추정·야쓰오정·야마다촌·호소이리촌과 합병하여, 새로이 도야마시가 발족. 이날 가미니카와군은 소멸됨.

## 참고 문헌
- 《가도카와 일본 지명 대사전》 편집위원회, 편집. (1979년 10월 1일). 《가도카와 일본 지명 대사전》. 16 도야마현. 가도카와 쇼텐. ISBN 4040011600.

## 같이 보기
- 니카와군
- 나카니카와군
- 시모니카와군